# Hugo Walter
Hugo Walter (? -?) was een Duits theaterdirecteur. Hij werkte tot 1894 in Essen bij het Essener Stadttheater en vervolgens in diezelfde functie bij het nieuwe maar zakelijk weinig succesvolle Hallentheater in Mülheim. In 1899 werd hij directeur van het "Großherzoglich-mecklenburgischen Hoftheater" in Neustrelitz. Dit theater was deel van de uitgebreide hofhouding van de Groothertog van Mecklenburg-Strelitz die hem in 1913 de Orde voor Kunst en Wetenschap in Goud verleende.